# Jan van Cuijk (windmolen)
De Jan van Cuijk is een ronde bakstenen beltkorenmolen in het Nederlandse dorp Cuijk
. Hij werd in 1860 gebouwd als graan- en schorsmolen in opdracht van Vincent van Riet. De molen is vernoemd naar Jan I van Cuijk, heer van het Land van Cuijk en vriend van koning Eduard I van Engeland en van de Hertog van Brabant. Bij het uitbreken van de Tweede Wereldoorlog liep de molen schade op en ook tijdens de bevrijding in 1944 werd hij door meerdere granaten getroffen. In 1942 werd de belt afgegraven en vervangen door een pakhuis. Eind jaren 50 werd toestemming tot sloop verleend, maar zo ver is het niet gekomen. Wel werd in de molen een elektrisch maalbedrijf begonnen. In 1971 werd de Jan van Cuijk aan de gemeente verkocht.
Het gevlucht is sinds 1942 uitgerust met het Systeem van Bussel op beide roeden; sinds 1945 met remkleppen. De inrichting bestaat uit 1 koppel 16der kunststenen. De Jan van Cuijk wordt regelmatig op zaterdag door vrijwillig molenaars bediend.
De molen heeft de status rijksmonument.